# Denys Cochin
El barón Denys Cochin (París, 1 de septiembre de 1851 - París, 24 de marzo de 1922) fue un hombre político, diplomático y escritor francés. Fue miembro de la Academia Francesa a la que fue elegido en 1911 para el asiento número 11, sucediendo a Albert Vandal.

## Datos biográficos
Hijo de Augustin Cochin (1823-1872), Denys Marie Pierre Augustin hizo sus estudios en el Colegio Stanislas y en el liceo Luis-el-Grande; después se alistó en el ejército a la edad de 19 años para participar en la guerra franco prusiana de 1870, bajo las órdenes del general Charles Denis Bourbaki.
Después de la guerra, trabajó por un año en la embajada de Francia en Londres. Al regresar a su país, en 1872, emprendió estudios de química, en el laboratorio de Pasteur y ahí participó durante la Primera Guerra Mundial, en el desarrollo de nuevos explosivos y de armas químicas.
Electo concejal del 7.º distrito en París  en 1881, fue diputado de 1893 a 1919. Fue uno de los portavoces del partido católico en la Cámara de Diputados. 

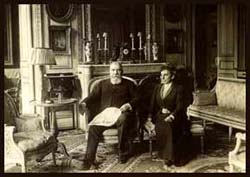
El barón y la baronesa Denys Cochin.

Apoyó la adhesión de los católicos a la «Unión sagrada», fue ministro de Estado en la consejería de Briand (29 de octubre de 1915-12 de diciembre de 1916), después subsecretario de Estado de Asuntos exteriores.
Escribió varias obras como: La Evolución de la vida (1885, premiado por la Academia francesa), El Mundo exterior (1895), Contra los bárbaros (1899), El Espíritu nuevo (1900), Acuerdos y rupturas (1905). Fue elegido miembro de la Academia francesa el 16 de febrero de 1911 para el asiento número 11.
Albert Besnard pintor francés, realizó su retrato al óleo en 1902 (colección particular).